# 善一田古墳群
善一田古墳群（ぜんいちだこふんぐん）は、福岡県大野城市乙金にある古墳群。

## 概要
福岡平野南東部の乙金山麓に6世紀後半から7世紀にかけて築かれたもので、総数30基ほどの古墳がある。埋葬者は6世紀中ごろにこの地に進出した開拓者集団やその子孫とされ、後述する出土品から鉄器づくりや朝鮮半島との交流に関わっていたと考えられている。
この古墳群からは新羅土器や「奈」の字をヘラ書きした須恵器など、金属器生産や対外交流に関わる品々が大量に出土している。特に最初に築かれた18号墳からは馬具や武器、鍛冶工具などの副葬品が発見され、当地の集団を率いた人物の墓であると考えられている。また、埋葬者たちは時期的に大野城の築造に関わった可能性もあるとされている。
現地は「善一田古墳公園」として9基を保存した上で一般公開されている。2021年に福岡県の史跡に登録されたほか、日本遺産「古代日本の「西の都」〜東アジアとの交流拠点〜」の構成文化財にもなっている。 

## アクセス
- JR九州鹿児島本線南福岡駅から西鉄バス上宇美ゆきに乗車し「乙金東1丁目」下車、徒歩7分（約550m）
- マイカーの場合、九州自動車道太宰府インターチェンジから2.7㎞。もしくは福岡高速2号太宰府線大野城出入口から2.3㎞。
- 駐車場あり

## ギャラリー

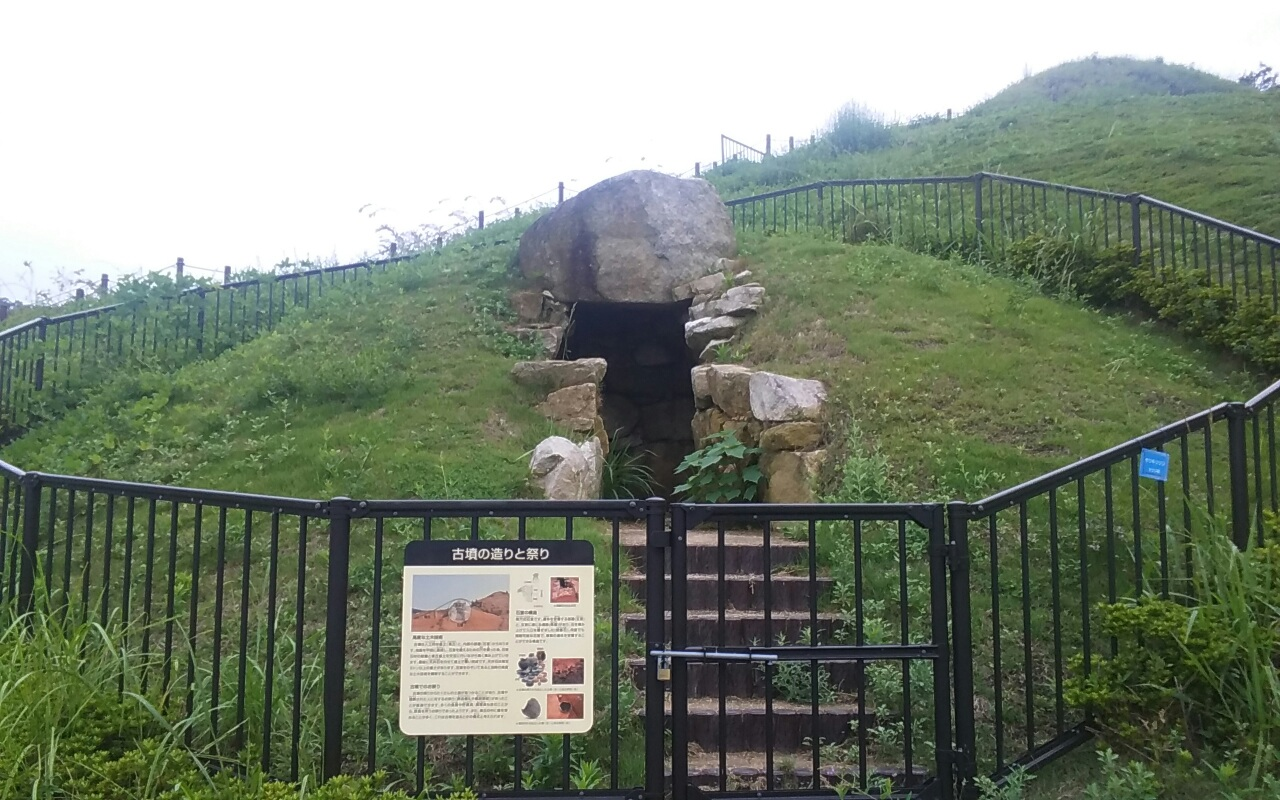
19号墳
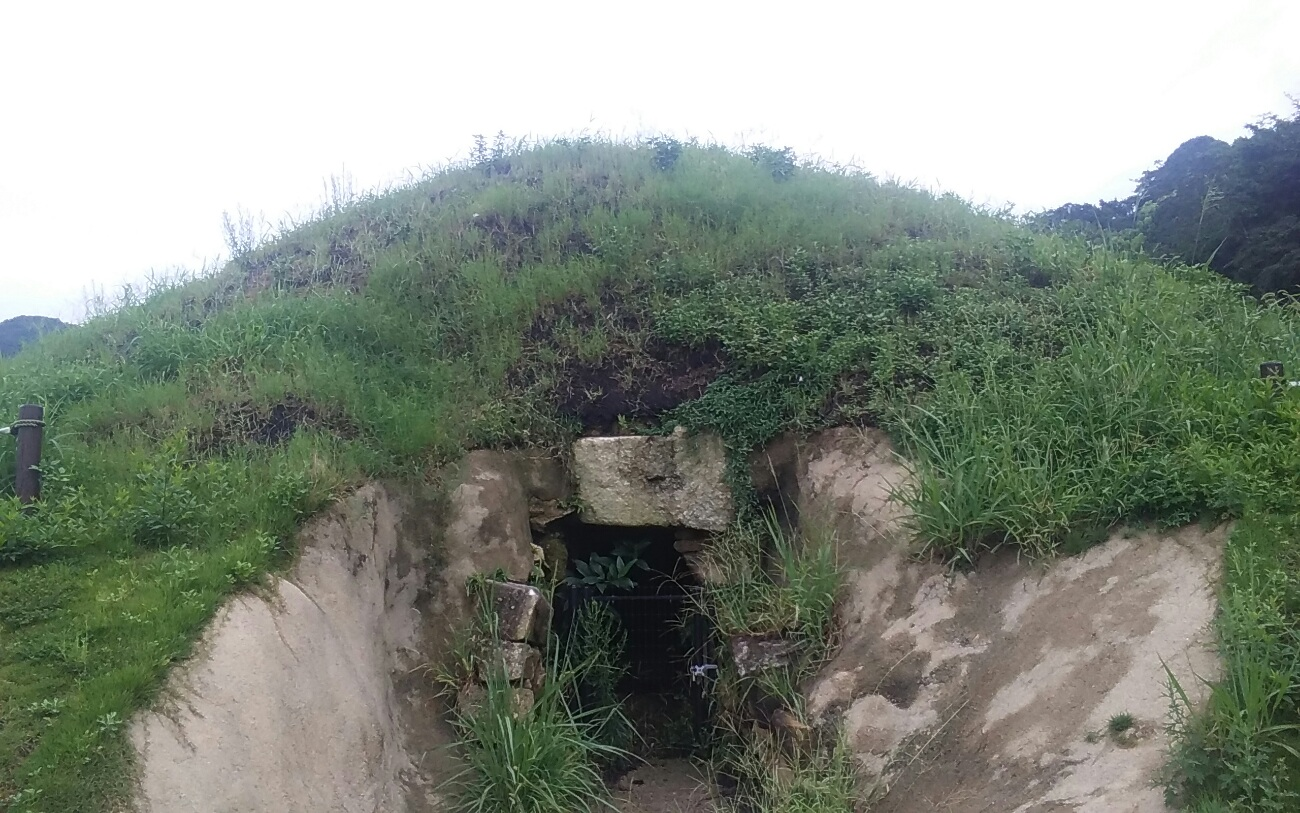
18号墳
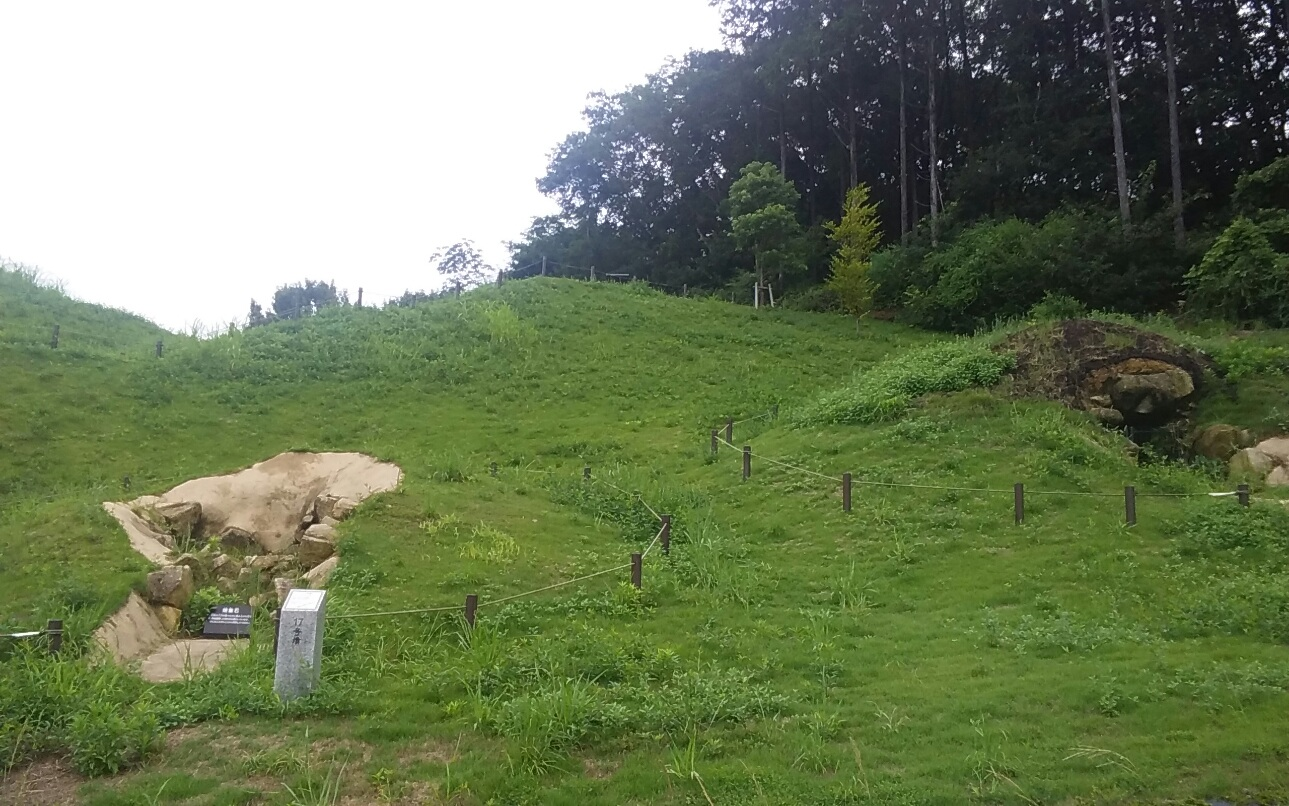
16・17号墳